# لوئیس جی سلزنیک
لوئیس جی سلزنیک (انگلیسی: Lewis J. Selznick؛ ‏ ۲ مهٔ ۱۸۷۰ – ۲۵ ژانویهٔ ۱۹۳۳) یک تهیه‌کننده اهل اوکراین بود.
از فیلم‌هایی که وی در آن‌ها نقش داشته است، می‌توان به چه اهمیتی داره؟ اشاره نمود.